# Schieß-Europameisterschaften 300 Meter 1985
Die 5. ISSF Schieß-Europameisterschaften 300 Meter 1985, fanden vom 6. bis 9. September 1985 in Zürich, Schweiz für die Disziplin Gewehr auf die 300-Meter-Distanz statt. Es nahmen 22 Athleten aus fünf Ländern teil.

## Ergebnisse
| Wettbewerb                                 | Gold                                                              | Gold | Silber                                                              | Silber     | Bronze                                                               | Bronze     |
| ------------------------------------------ | ----------------------------------------------------------------- | ---- | ------------------------------------------------------------------- | ---------- | -------------------------------------------------------------------- | ---------- |
| 300 m Gewehr Dreistellungskampf            | Malcolm Cooper                                                    | 1164 | Pierre-Alain Dufaux                                                 | 1150       | Mauri Röppänen                                                       | 1143       |
| 300 m Gewehr Dreistellungskampf Mannschaft | SchweizPierre-Alain Dufaux Martin Billeter Heinz Bräm             | 3431 | Vereinigtes KönigreichMalcolm Cooper Geoffrey Kolbe John Davis      | 3408 (283) | FinnlandMauri Röppänen Kalle Leskinen Pekka Röppänen                 | 3408 (283) |
| 300 m Standardgewehr                       | Malcolm Cooper                                                    | 583  | Kalle Leskinen                                                      | 577        | Aleksandr Mitrofanov                                                 | 574        |
| 300 m Standardgewehr Mannschaft            | FinnlandRalf Westerlund Mauri Röppänen Kalle Leskinen             | 1709 | SowjetunionAleksandr Mitrofanov Aleksandr Bulkin Viktor Danilchenko | 1701 (289) | NorwegenTrond Kjøll Harald Stenvaag Alexander Hovland                | 1701 (284) |
| 300 m Gewehr kniend                        | Malcolm Cooper                                                    | 390  | Geir Skirbekk                                                       | 389        | Martin Billeter                                                      | 386        |
| 300 m Gewehr kniend Mannschaft             | SchweizPierre-Alain Dufaux Martin Billeter Heinz Bräm             | 1151 | NorwegenGeir Skirbekk Harald Stenvaag Kåre Inge Viken               | 1150       | Vereinigtes KönigreichMalcolm Cooper John Davis Geoffrey Kolbe       | 1144       |
| 300 m Gewehr stehend                       | Malcolm Cooper                                                    | 378  | Pierre-Alain Dufaux                                                 | 374        | Heinz Bräm                                                           | 370        |
| 300 m Gewehr stehend Mannschaft            | SchweizPierre-Alain Dufaux Martin Billeter Heinz Bräm             | 1102 | Vereinigtes KönigreichMalcolm Cooper Geoffrey Kolbe John Davis      | 1096 (281) | FinnlandMauri Röppänen Pekka Röppänen Kalle Leskinen                 | 1096 (276) |
| 300 m Gewehr liegend                       | Malcolm Cooper                                                    | 595  | Norbert Sturny                                                      | 592        | Gennady Lushchikov                                                   | 591        |
| 300 m Gewehr liegend Mannschaft            | SowjetunionViktor Danilchenko Gennady Lushchikov Aleksandr Bulkin | 1761 | SchweizNorbert Sturny Bernhard Suter Martin Billeter                | 1760       | Vereinigtes KönigreichMalcolm Cooper Michael Sullivan Geoffrey Kolbe | 1759       |

## Medaillenspiegel
| Platz  | Land                   | Gold | Silber | Bronze | Gesamt |
| ------ | ---------------------- | ---- | ------ | ------ | ------ |
| 01     | Vereinigtes Königreich | 5    | 2      | 2      | 9      |
| 02     | Schweiz                | 3    | 4      | 2      | 9      |
| 03     | Finnland               | 1    | 1      | 3      | 5      |
| 04     | Sowjetunion            | 1    | 1      | 2      | 4      |
| 05     | Norwegen               | —    | 2      | 1      | 3      |
| Gesamt | Gesamt                 | 10   | 10     | 10     | 30     |